# Mannin de Wildt
Mannin de Wildt (1970) is een Nederlands regisseuse van film, tv-series en documentaires.

## Loopbaan

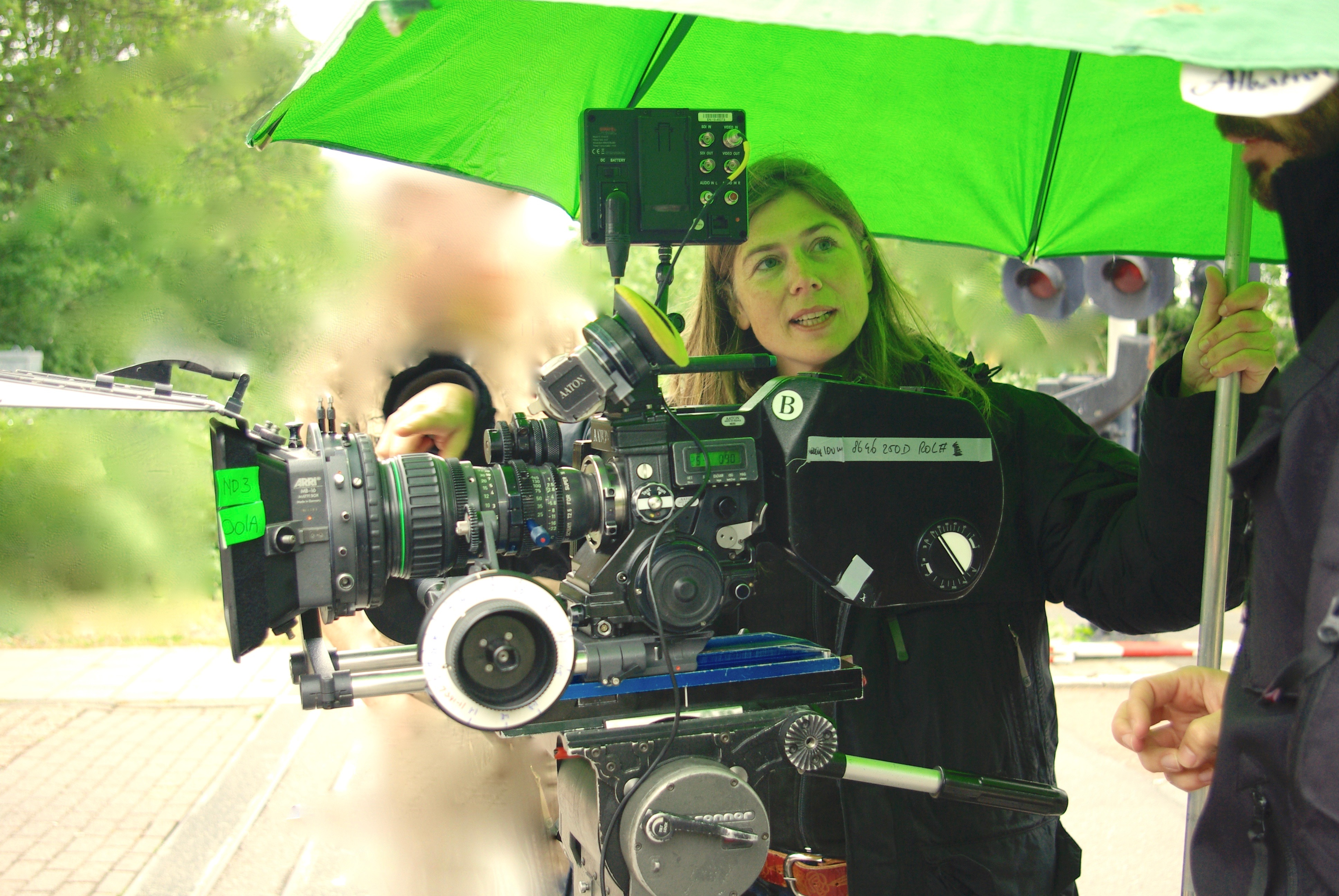
Mannin de Wildt regisseert op set "Lang zal ze Leven", film van 50 minuten met Sanne Vogel in hoofdrol.

De Wildt volgde tussen 1990 en 1993 de opleiding Scenario - Regie Speelfilm aan de Nederlandse Film en Televisie Academie (Amsterdamse Hogeschool voor de Kunsten). Haar eindexamenfilm Joris Jaagt won de juryprijs beste eindexamenfilm op het Benelux Filmfestival. In 1994 werd zij op 22-jarige leeftijd aangenomen bij de soap Onderweg naar Morgen (Veronica/Tros). Later was zij onder andere verantwoordelijk voor de opstart van de soap Goudkust (SBS6), dramaserie Rozengeur & Wodka Lime (RTL), In de praktijk (EO), IC (RTL), comedyserie De Afdeling (KRO), telenovella Lotte (Talpa) en jeugdserie VRijland (KRO/ZAPP). De Wildt is verder als regisseur betrokken geweest bij een groot en gevarieerd aantal dram- en comedyseries zoals: Sam Sam, Mijn dochter en ik, Who is in, Who is out, Het huis Anubis, Het Sinterklaasjournaal, Sesamstraat, Spangas en maakte de films "Opruiming", "Lang zal ze Leven" en Foodies.

## Filmografie

### Film
- Joris Jaagt (1993)[1]
- Opruiming (2004)[2]
- Lang zal ze leven (One Night Stand, 2011)[3][4]
- Foodies (2022)[5]

### Televisie
- Onderweg naar Morgen (65 afleveringen, 1994-1995)
- Goudkust (20 afleveringen, 1995-1996)
- M'n dochter en ik (13 afleveringen, 1996)
- Kind aan huis (13 afleveringen, 1997)
- In de praktijk (15 afleveringen, 1997-1998)
- Goede tijden, slechte tijden (115 afleveringen, 1998-2000)
- SamSam (5 afleveringen, 2002)
- IC (10 afleveringen, 2002-2003)
- De Afdeling (10 afleveringen, 2004-2005)
- Rozengeur & Wodka Lime (10 afleveringen, 2001/2004)
- Sinterklaasjournaal (2005/2015)
- Lotte (50 afleveringen, 2005-2007)
- Het Huis Anubis (90 afleveringen, 2006-2009), Cinekid Kinderkast publieksprijs 2007, De Gouden Stuiver 2007, 2 Kids Choice Awards, Cinekid Kinderkast Publieksprijs 2008.
- VRijland (2010/2011), (60 afleveringen, 2010)
- Who is in Who is Out (2012)
- SpangaS (110 afleveringen, seizoen 7, 8, 9, 2013 tm 2017)
- Sesamstraat (2016 t/m 2018)
- Milo TV (2021)[6]

### Documentaire
- Diagnose Angelman (2019 / 2020)
- Expertisecentrum Angelman syndroom (2020)
- Het succes van OC (2021)